# جون دوغان (لاعب اتحاد الرغبي)
جون دوغان (بالإنجليزية: John Dougan)‏ هو لاعب اتحاد الرغبي نيوزيلندي، ولد في 22 ديسمبر 1946 في لور هوت في نيوزيلندا، وتوفي في 16 نوفمبر 2006 في سيدني في أستراليا.